# Selenia veda
Selenia veda là một loài bướm đêm trong họ Geometridae.